# Manu Ríos
Manuel "Manu" Ríos Fernández, född den 17 december 1998, är en spansk skådespelare.
Ríos har bland annat medverkat som huvudperson i två av säsongerna i TV-serien Elitskolan. Han har även medverkat i TV-serien Andnöd där han spelade Biel de Felipe, en av seriens huvudroller.

## Filmografi (i urval)
- 2021–2022 – Elitskolan (TV-serie)
- 2024–2025 – Andnöd (TV-serie)